# Langbektuimelaar
De langbektuimelaar of Indische tuimelaar (Tursiops aduncus) is een dolfijnensoort uit de Indische en Stille Oceaan. Hij werd lange tijd beschouwd als een ondersoort van de tuimelaar (Tursiops truncatus).

## Kenmerken
De langbektuimelaar wordt ongeveer 230 of 240 cm lang en 120 tot 190 kg zwaar, iets kleiner dan de tuimelaar. De bek is veel langer dan die van de tuimelaar en afgerond aan de punt. De onderkaak steekt iets voorbij de bovenkaak uit. De rugvin is groot en gekromd. De langbektuimelaar is vaak donkerder gekleurd dan de gewone tuimelaar. De rug is donkergrijs, de buik en flanken zijn lichter grijs van kleur. Bij geslachtsrijpe dieren is de buik gevlekt. Vaak loopt er een dunne streep tussen oog en borstvin.

## Verspreiding en leefgebied
De langbektuimelaar leeft in de tropische en subtropische kustwateren van de Indische en de westelijke Stille Oceaan, van Zuid-Japan en Taiwan tot Noord- en Zuidoost-Australië en langs nagenoeg de gehele kust van de Indische Oceaan, inclusief de Rode Zee en de Perzische Golf, tot Kaap Agulhas. Het verspreidingsgebied overlapt waarschijnlijk geheel met dat van zijn verwant, de gewone tuimelaar. 

## Leefwijze
De langbektuimelaar leeft in grote scholen van enkele honderden dieren, zowel langs de kust als op open zee. Ze jagen op vis en inktvis.
Het ene jong wordt geboren na een draagtijd van twaalf maanden. Het is bij de geboorte ongeveer een meter lang.

## Relatie met de mens
Doordat deze dolfijn vlak bij de kust leeft, waar ook veel mensen komen, is hij gevoelig voor vervuiling, jacht en confrontaties met vissers. Vroeger werd er actief op deze soort gejaagd door de Taiwanezen, maar de jacht is aldaar verboden. Wel sterven er nog veel tuimelaars door verstikking in visnetten of de netten die rond populaire Zuid-Afrikaanse en Australische kusten worden gezet om witte haaien en andere haaiensoorten tegen te houden. Waarschijnlijk wordt de soort ook veelvuldig gevangen om getoond te worden in dolfinaria in Zuidoost-Azië.